# Pfarrkirche Oberkohlstätten

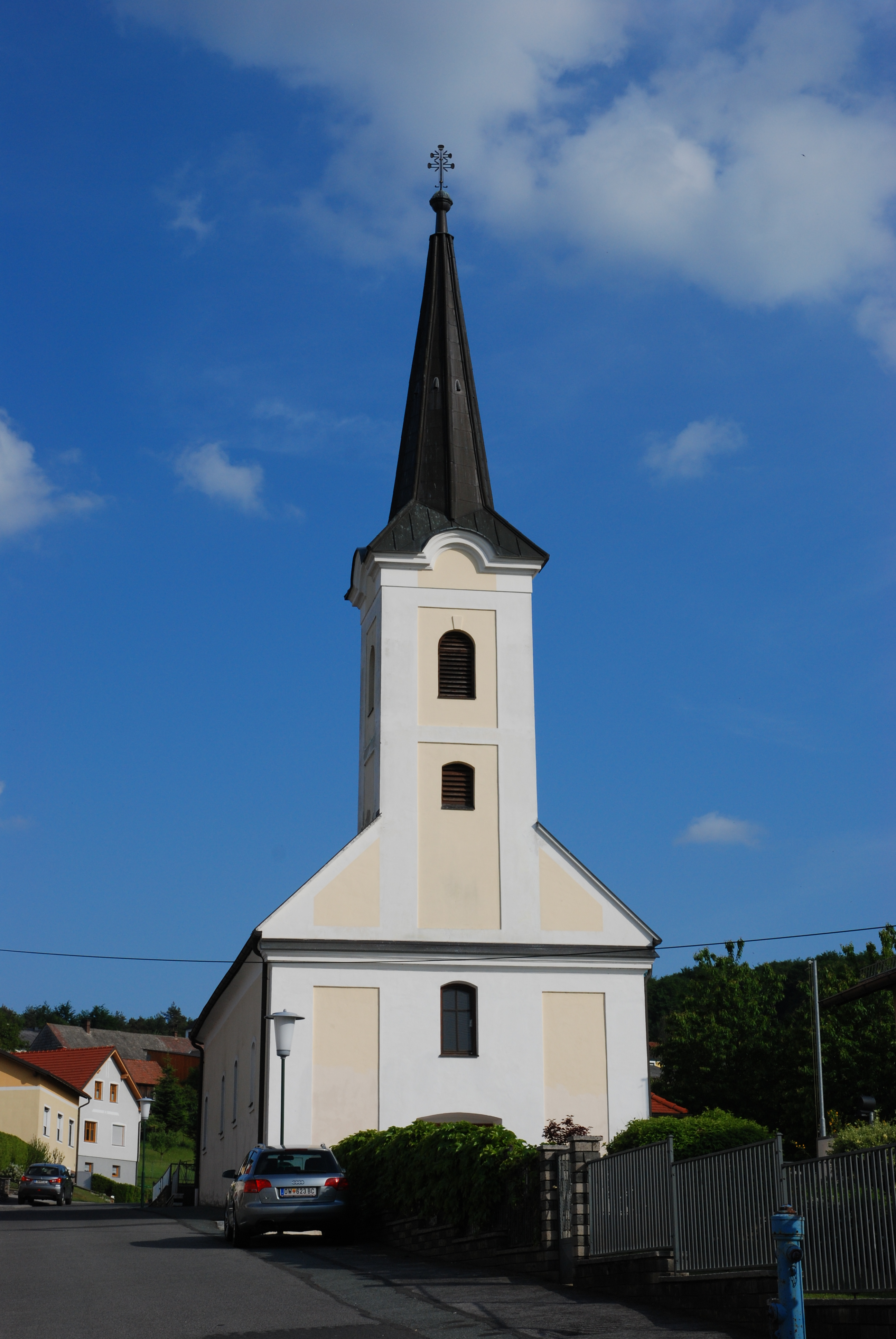
Kath. Pfarrkirche hl. Leonhard in Oberkohlstätten

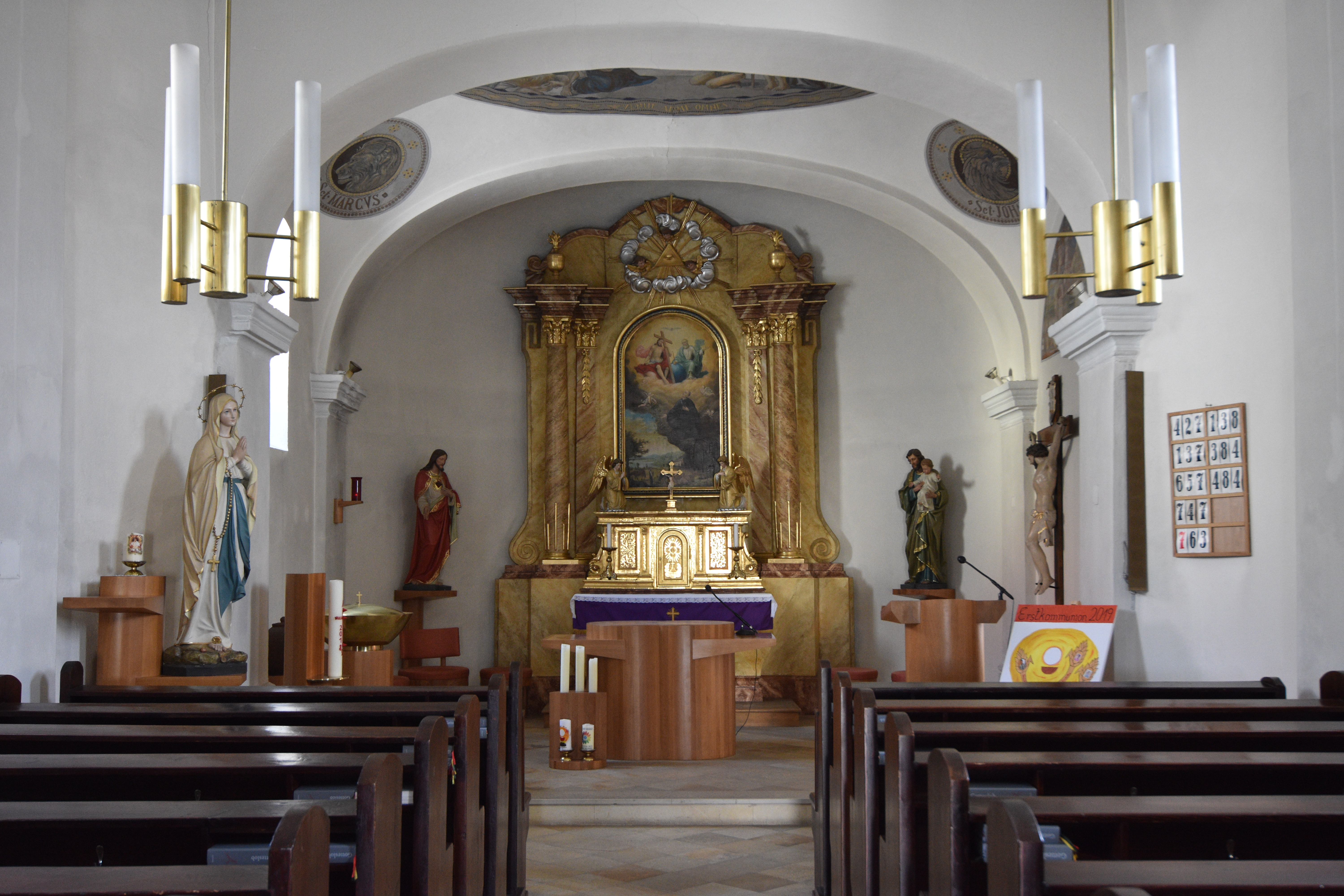
Die Innenansicht der Kirche

Die römisch-katholische Pfarrkirche Oberkohlstätten steht an der oberen Dorfstraße in der Ortschaft Oberkohlstätten in der Gemeinde Unterkohlstätten im Bezirk Oberwart im Burgenland. Sie ist dem heiligen Leonhard geweiht und gehört zum Dekanat Rechnitz in der Diözese Eisenstadt. Das Bauwerk steht unter Denkmalschutz.

## Geschichte
Die Pfarre wurde 1779 gegründet. 1749 wurde eine Leonhardskapelle an der oberen Dorfstraße errichtet und um 1800 umgebaut. Bei diesem Umbau wurde die Kirche um den Kirchturm, die Empore und den Chorteil erweitert. 1972 erfolgte eine Restaurierung.

## Kirchenbau
Kirchenäußeres
Die Kirche hat einen eingebundenen Fassadenturm mit achtseitigem Pyramidenhelm. Der Chor ist gleich breit wie das Langhaus und im Halbrund geschlossen.
Kircheninneres
Das Kirchenschiff ist dreijochig. Darüber ist eine Flachdecke, die durch Gurtbögen unterteilt ist. Diese sind aber ohne Zusammenhang mit den Wandpilastern. Im Südjoch, das zugleich den Unterbau des Kirchturmes bildet, ist eine dreiachsige Empore mit durchgehenden Säulen. Die Empore ist kreuzgratunterwölbt. 1952 wurde die Bühne vergrößert. Der Triumphbogen über schräg gestellten Pilastern trennt das Langschiff vom einjochigen Chor. Das Chorjoch ist platzlgewölbt, die Apsis befindet sich unter Schalengewölbe.

## Ausstattung
Der Hochaltar weist einen neoromanischen Tabernakel auf. Das Ölbild an der Wand stellt den heiligen Leonhard dar, der die Dreifaltigkeit anbetet. Am unteren Rand ist eine Landschaft mit der Ansicht der Kirche dargestellt. Es wurde um 1800 gemalt.
Die Kanzel stammt aus dem ersten Viertel des 19. Jahrhunderts. Am Korb ist ein barockes Ovalrelief mit den Gesetzestafeln Moses zu sehen. Es entstand Mitte des 18. Jahrhunderts. Das große Vortragekreuz an der Wand entstand im 18. Jahrhundert. Die Orgel aus 1991 wurde von Bernhard Ottitsch gebaut.

## Glocken
Die Glocke goss Josef Pfistermeister im Jahr 1753 in Kőszeg.